# Ducatul Aquitaniei
Ducatul Aquitaniei (cunoscut și sub numele de ducat de Guyenne după 1259) a fost constituit în anul 675, la moartea lui Childéric al II-lea. A fost reconstituit în secolul al IX-lea, ca moștenitor al regatului Aquitaniei, atribuit lui Pepin I al Aquitaniei (decedat în 838). Ulterior, a fost obiectul luptelor dintre conții de Auvergne, Toulouse și Poitiers. Devenind posesie a coroanei Angliei în 1154, ducatul a fost unul dintre principalele teatre de confruntare în timpul Războiului de 100 de Ani.

## Istorie
Victoria francilor împotriva vizigoților în Bătălia de la Vouillé din 507 marchează cucerirea de către Merovingieni a unui teritoriu foarte vast între Loara la nord, Pirineii la sud și Marea Mediterană la sud-est.
Din 828 până în 902, comitatul Poitiers a fost disputat între cele două familii, Guilhelmides și Ramnulfides. În cele din urmă, cei din urmă reușesc să păstreze comitatul și să-l unească cu ducatul de Aquitania. În 854, Ramnulf I de Poitiers este primul care deține ambele titluri.
În 1063, în urma Bătăliei de la La Castelle, Aquitania absoarbe Ducatul Vasconiei. Contele de Gascogne, Bernard al II-lea Tumapaler, abandonează Vasconia citérieure în fața ducelui Guillaume al VIII-lea.
În 1137, Guillaume al X-lea de Aquitaniei moare fără urmași de sex masculin. Ducatul revine fiicei sale celei mari, Eleanor de Aquitania. În același an, aceasta se căsătorește cu Ludovic al VII-lea al Franței, aducând astfel ducatul, precum și comitatul de Poitou, sub stăpânirea regatului Franței. În 1152, divorțul său, urmat de a doua căsătorie cu Henric Plantagenet, permite unirea în cadrul unei singure dinastii a Anjou, Maine, Normandie, Poitou și Aquitania. În 1154, Henric Plantagenet devine rege al Angliei sub numele de Henric al II-lea. Acest eveniment instituie rivalitatea între Capetieni și Plantageneti, mai întâi prin comitatul de Toulouse (marele război meridional), apoi după atașarea sa la coroana Franței în timpul la Cruciada Albigensiană.
Începând cu secolul al XII-lea, ducele de Aquitania este unul dintre cei șase pairi laici timpurii.
Începând cu secolul al XIII-lea, numele de ducat al Guyennei a fost dat ducatului de Aquitania atunci când acesta a fost redus în urma cuceririlor regilor Philippe al II-lea August, Ludovic al VIII-lea și, înainte de restituiri, de către Ludovic al XI-lea. Acest nume apare pentru prima dată în tratatul de la Paris, încheiat la 28 mai 1258 (validat în 1259), între Ludovic al IX-lea și Henric al III-lea Plantagenet, regele Angliei, tratat care îi restituia suzeranitatea regelui Angliei asupra teritoriilor Guyennei și feudelor adiacente (Limousin, Périgord, Saintonge...] sub condiția de omagiu dat regelui Franței, ceea ce a pus capăt aproape unui secol de conflict între regi, Capetieni ai Franței și Plantageneti ai Angliei.
În 1294, Războiul Guyennei, și apoi în 1324, Războiul de la Saint-Sardos opun Franța Angliei pentru suveranitatea asupra Aquitaniei. Înfrângerea lui Eduard al II-lea a slăbitu poziția sa și a fost detronat în 1326 în urma invaziei Angliei de către Isabela a Franței.
În 1337, ducatul este implicat în Războiul de 100 de Ani. Eduard al III-lea al Angliei și duce de Guyenne își revendică drepturile asupra succesiunii lui Carol al IV-lea cel Frumos. În 1355, Pornind din Bordeaux, Prințul Negru devastează Languedocul. Anul următor, o expediție similară distruge Poitou-ul. În urma tratatului de la Brétigny din 1360, suveranitatea engleză asupra Guyennei și Gascognei este confirmată, iar teritoriile Périgordului, Limousinului, Angoumoisului, Saintongeului și Armagnacului devin engleze. Între 1370 și 1374, Bertrand du Guesclin va recuceri treptat Guyenne în numele lui Carol al V-lea. În 1375, doar Bordeaux și Bayonne rămân sub controlul Angliei.
Pe 18 mai 1412, facțiunea Armagnacilor, aflată în război civil cu facțiunea Burgunzilor, negociază o alianță cu Anglia prin tratatul de la Bourges, în care cedarea Guyennei era convenită în schimbul unui contingent de 4.000 de soldați englezi. Cu toate acestea, tratatul nu a fost niciodată ratificat. Ducatul revine sub dominația engleză prin tratatul de la Troyes din 1420.
Guyenne a fost în cele din urmă reunită în domeniul regal al regelui Franței după Bătălia de la Castillon, care a avut loc la 17 iulie 1453 și a pus capăt Războiului de 100 de Ani. Dăruit ca apanaj fratelui său Carol de Valois de către Ludovic al XI-lea în 1469, ducatul a revenit definitiv coroanei franceze la moartea acestuia în 1472.

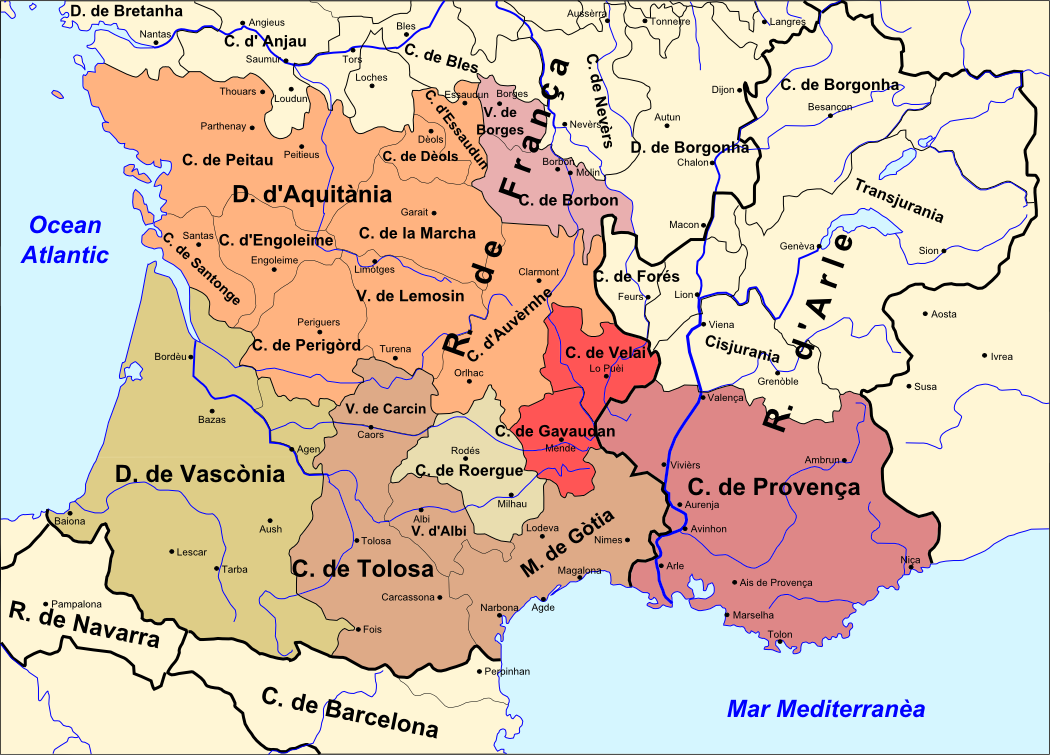
Aquitania în sudul regatului Franței din 1034.      Ducatul Aquitaniei     Ducatul de Vasconie     Comitatul de Toulouse
Aquitania (în roz) în regatul Franței din 1154.
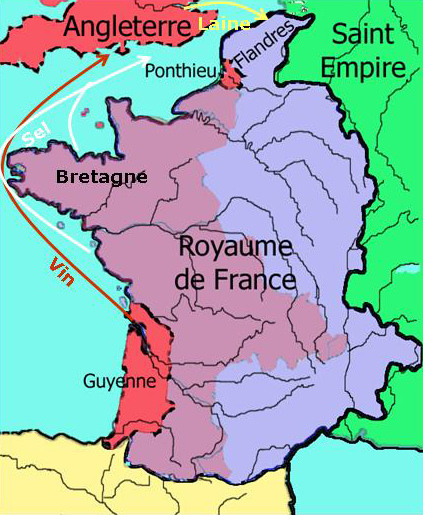
Franța în 1328 (la începutul Războiului de o 100 de ani).     Teritoriile engleze în 1328     Regatul Franței      Posesiunile Plantageneților în 1180
Aquitania în timpul celei de-a doua etape a Războiului de o 100 de ani (1429).

## Cetăți
- Comitatul Poitou (între 927 și 1216, ducii de Aquitaine au locuit la palatul conților de Poitiers)
- Comitatul Marche
- Comitatul Angoulême
- Comitatul Périgord
- Comitatul Auvergne (intră în domeniul regal[n 13] în 1271)
  - Comitatul Velay
- Comitatul Saintonge
- Senioria Déols
- Senioria Issoudun
- Vicomitatul Limoges